# Pulvinaria katsurae
Pulvinaria katsurae är en insektsart som beskrevs av Shinji 1935. Pulvinaria katsurae ingår i släktet Pulvinaria och familjen skålsköldlöss. Inga underarter finns listade i Catalogue of Life.